# 浸透圧調節
浸透圧調節（しんとうあつちょうせつ、osmoregulation）とは、生物の体液の浸透圧の能動的な調節のことであり、生物の水分量の恒常性を維持するために行われる調節である。浸透圧は、水がある溶液から他の溶液へ浸透によって移動しようとする傾向の尺度であり、溶液間の浸透圧差が大きくなればなるほど、より多くの水が周囲からその溶液中へ移動しようとする。浸透圧調節によって、体液のバランスや電解質（溶液中の塩）の濃度が保たれ、体液が希釈されすぎたり濃縮されすぎたりすることが防がれている。
水生生物でも陸生生物でも、体液中の溶質の濃度や水分の量を適切に保たなければならず、そのために表皮や腎臓からの排泄（窒素代謝廃棄物や、ホルモンなど血中に蓄積すると有害な物質を除去すること）が行われる。

## 浸透順応と浸透調節

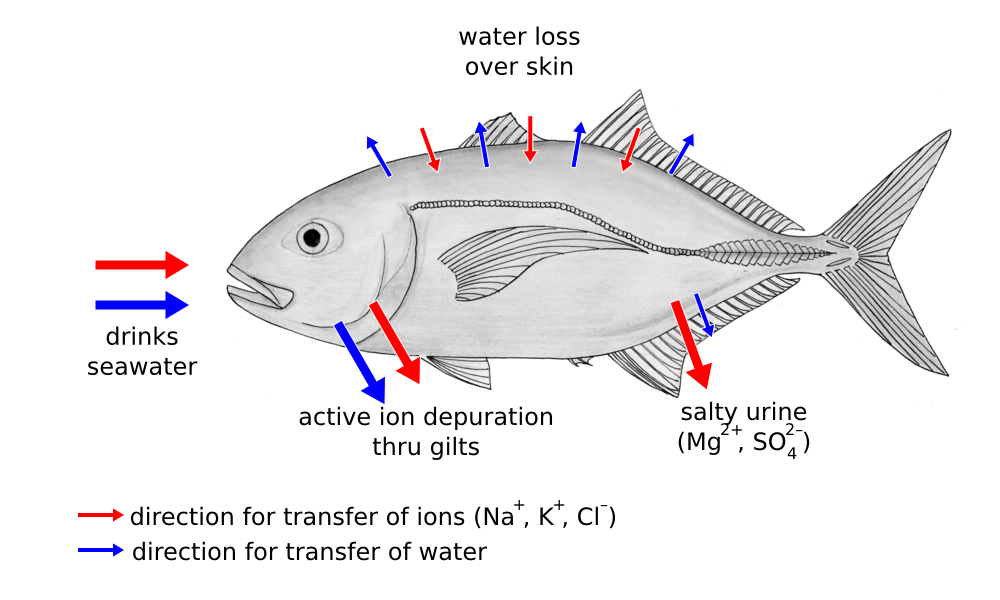
海水魚における水とイオンの移動

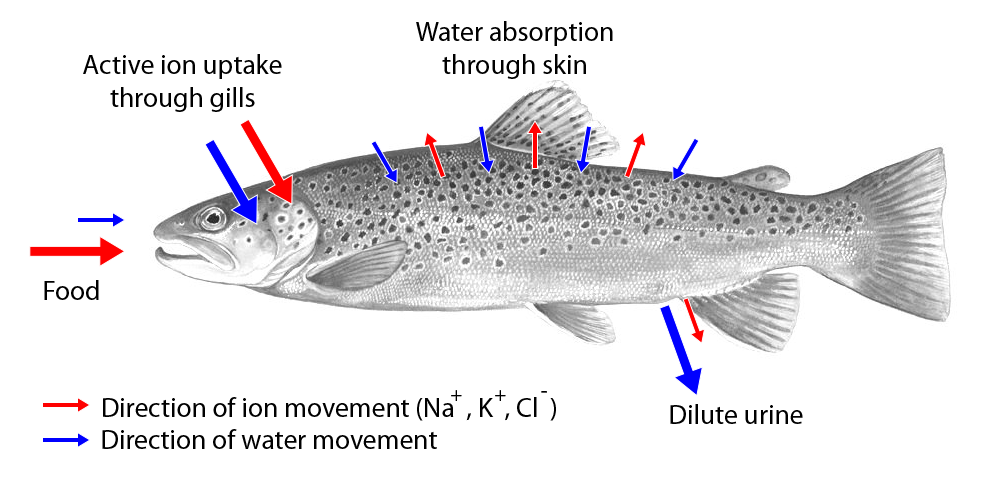
淡水魚における水とイオンの移動

浸透圧調節の主要な2つのタイプは、浸透順応型 (osmoconformer) と浸透調節型 (osmoregulator) である。
浸透順応型は、体液の浸透圧と環境の浸透圧を能動的または受動的に一致させる。多くの海生の無脊椎動物は浸透順応型であるが、体液のイオン組成は必ずしも海水と一致しているとは限らない。
浸透調節型は、体液の浸透圧を緊密に調節することで体内環境を一定に保つ。動物界では、こちらの方法がより一般的である。浸透調節型は環境中の塩濃度に関わらず、能動的に塩濃度を一定に調節する。淡水魚はその一例である。淡水魚のえらは、ミトコンドリアに富む細胞を用いて環境から塩を能動輸送によって取り込む。水は体内へ浸透するため、淡水魚は余剰水分の排出のために非常に低張な（希薄な）尿を排泄する。一方、海水魚は体液の浸透圧が周囲の海水よりも低いため、水分を失い塩分が増加しやすい。そのため、多くの海水魚は水分の補給のために海水を飲み込み、えらから能動的に塩分を排出している。魚類のほとんどは狭塩性であり、その生息域は海水または淡水に制限されており、適応している塩濃度と異なる環境では生存することができない。しかしながら、いくつかの魚は、広範囲の塩濃度に対して効率的に浸透圧を調節する驚くべき能力を示している。このような能力を持つヒラメなどの魚は広塩性の種として知られている。ヒラメは、海水と淡水という全く異なる2つの環境に生息することが観察されており、行動的・生理的変化によって適応する性質を持っている。
サメのようないくつかの海水魚は、水分を保持するために異なる効率的なメカニズムを採っている。サメは、血中に比較的高濃度の尿素を含んでいる。尿素は生体組織に損傷を与えるので、この問題に対処するためにいくつかの魚ではトリメチルアミン-N-オキシドを利用している。サメは、わずかに（海水の溶質濃度 1000 mOsm/L よりも）高い溶質濃度を持つため、他の海水魚のように海水を飲むことはない。

## 植物における浸透圧調節
高等植物には浸透圧調節のための特別な器官は存在しないが、気孔は蒸発散による水分喪失の調節に重要であり、細胞レベルでは液胞が細胞質の溶質濃度の調節に重要である。強風、低湿度、高温、これらはすべて葉からの蒸発散を増加させる。アブシシン酸は植物が水分を保存するために重要なホルモンであり、気孔の閉鎖を引き起こし、より多くの水分を吸収できるよう根の成長を促す。
植物は、動物と同様に水分を得るための問題を抱えている。その一方で動物とは異なり、植物における水分の喪失は、多くの養分を土壌から組織へ移動させるための駆動力として重要である。ある種の植物は水分の保存のための方法を進化させている。
乾生植物は砂漠のような乾燥した地域でも生き残ることができ、長期間の水分不足にも耐えることができる。サボテンのような多肉植物は、巨大な柔組織の液胞に水を貯蔵する。他の植物は、マツのような針状の葉、陥没した気孔、ワックス状のクチクラ層など、水分の喪失を減らすための葉の変化が生じている。オオハマガヤは巻いた形状の葉を持っていて、その内側に気孔が存在する。
水生植物は水辺に生息する植物であり、水中もしくは湿った場所で育つ。これらの植物、例えばスイレンなどでは、水分は植物の表面全体から吸収される。
塩生植物は海に近い沼沢地に生息し、そのため塩濃度が高く水ポテンシャルが低い（高浸透圧の）土壌から水分を吸収する必要がある。この状況に対し、塩生植物は根にオスモライトなどを蓄積することで根の細胞の水ポテンシャルを下げ、浸透によって水分が流入するようにしている。余剰の塩分は細胞に蓄えられるか、葉の塩類腺から排出される。分泌された塩分は空気中の水蒸気を補足するのに役立ち、液体となって葉の細胞に吸収される。アッケシソウやスパルティナスパルティナなどでは、この方法によってより多くの水を空気中から得ている。
中生植物は、温帯の陸地に生息する植物で、水分を多く含む土壌で育つ。蒸散による水分の喪失は、土壌から水分を吸収することで補うことができる。過度の蒸散を防ぐために、クチクラと呼ばれる防水性の被膜が発達している。

## 動物における浸透圧調節
ヒトの浸透圧調節において、腎臓は非常に大きな役割を果たす。腎臓の尿細管において原尿から再吸収される水の量は、抗利尿ホルモン (antidiuretic hormone, ADH)、アルドステロン、アンジオテンシンIIといったホルモンによってコントロールされる。例えば、視床下部の浸透圧受容体によって水ポテンシャルの減少が検知されると脳下垂体からのADHの放出が刺激され、腎臓の集合管壁の透過性が増加し、再吸収される水の量が増加する。
このように、動物が浸透圧調節能力を発達させた主な方法は、排出器官から排出される水分の量を調節することである。

## 原生生物における浸透圧調節

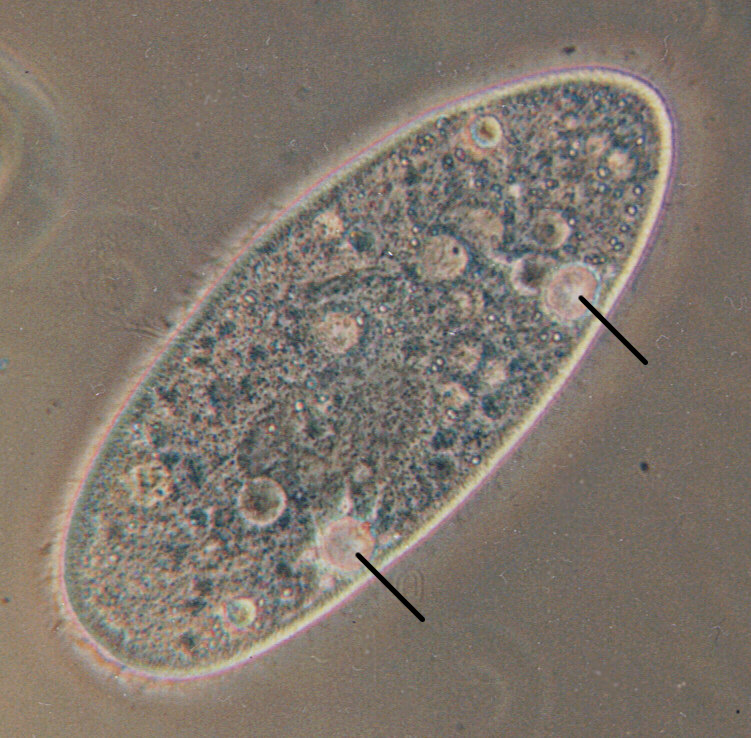
原生生物ゾウリムシの一種 Paramecium aurelia の収縮胞

アメーバは、アンモニアなどの排出される廃棄物を集めるために収縮胞を利用する。廃棄物は、細胞内の体液から拡散または能動輸送によって収縮胞へ移動する。浸透圧の作用によって水が環境から細胞質へ押し込まれると、収縮胞は表面に移動し、その内容物を環境へ排出する。

## 細菌における浸透圧調節
細菌は浸透圧ストレスに対し、輸送体を通して電解質や低分子量有機物を迅速に蓄積することで対処する。輸送体の活性は浸透圧の増加によって促進される。また細菌は、オスモライトの輸送体や浸透圧保護剤浸透圧保護剤の合成酵素をコードする遺伝子を活性化する。ポリンの発現を制御する EnvZ/OmpR 二成分制御系はモデル生物である大腸菌でよく調べられている。

## 脊椎動物の排出システム

### 窒素代謝の廃棄物
アンモニアはタンパク質代謝の有害な副産物であり、一般的には合成された後、比較的無害な物質に変換されて排出される。哺乳類はアンモニアを尿素に変換する。鳥類や爬虫類は尿酸を合成し、他の排出物とともに総排出腔から排出する。

### 脊椎動物における浸透圧調節
腎臓における浸透圧調節には4つの過程が存在する：
- ろ過 - 血液の液体成分（血漿）は、ネフロン（脊椎動物の腎臓の機能ユニット）中の糸球体として知られる構造からボーマン嚢（糸球体嚢）へろ過され、近位尿細管を通ってヘンレループと呼ばれるUターン構造へ流れる。
- 再吸収 - 原尿のほとんどの成分は尿細管を取り囲む血管（傍尿細管毛細血管）へ戻される。
- 分泌 - 残りの液体が尿となり、集合管を通って腎髄質へ移動する。
- 排泄 - 哺乳類では尿は膀胱に貯蔵され、尿道を通って出る。他の脊椎動物では、尿は体外に出る前に総排出腔において他の排出物と混ざる（ただし、カエルは膀胱を持っている）。

## 関連文献
- E. Solomon, L. Berg, D. Martin, Biology 6th edition. Brooks/Cole Publishing. 2002